# 伝説のマダム
『伝説のマダム』（でんせつのマダム）は、2003年4月14日から同年6月23日まで、日本テレビ系列で放送された読売テレビ制作のテレビドラマである。原作は横谷順子の漫画「男たちのウエディング・ウエディング」。放送時間は毎週月曜22:00 - 22:54（JST）。初回は15分拡大。全11回。

## 概要
どこにあるのかさえわからない、完全オーダーメイドのウェディングドレス店「マダム・マリ」が舞台となっている。その店の主であるマダム・マリの作ったウエディングドレスを着た花嫁は幸せになれるという噂が巷で有名になり、様々な理由を抱えてそこへ訪ねてくる依頼者の人間模様とマダム自身の秘めた過去について焦点を当てたドラマである。
制作局の読売テレビでは再放送が一度も行われていないが、2003年12月に西日本放送平日夕方の再放送枠（16:00-16:56）で再放送が行われている。また、全国的な再放送としては2009年9月にCS放送の日テレプラスで行われた。
映像ソフトは、2003年9月25日に全4巻のVHSソフトが発売されたが、その後もDVD化はされていない。

## あらすじ
マダムこと初島真利は、そのドレスを着た花嫁が幸せになるという伝説のドレス作家。噂を聞いた光善寺玲子はマダムを訪ねるが、マダムは玲子を痛烈にけなす。憤る玲子だが、ある事情からマダムにドレスを依頼する。

## 登場人物
初島真利 - 桃井かおり　
本作の主人公。通称「マダム・マリ」、略して「マダム」と呼ばれている。1951年生まれの52歳。
巷では彼女のウエディングトレスに関する噂は有名だが、顔はおろか、その存在さえ世間からは全く謎に包まれた人物。また、マダムの側近であるスタッフに対してもある程度謎めいた側面を持ち、それらはドラマの展開に従って徐々に明らかになっていく。
独特の毒舌を吐いたり、依頼者のタブーに深く入り込んで人生を変えてしまったりすることから、玲子からは裏で「悪魔」と呼ばれている。
大学時代に起こったある出来事が原因でマリ共和国のモプティへ行き、20年前に帰国。そのモプティには養子縁組した「子ども」が何人かおり、雷蔵もその一人である。
光善寺玲子 - 永作博美
マダムのスタッフの一人。第3話でマダムから「スズメに似ている」と言われて以降、マダムとスタッフ全員から「すずめちゃん」と呼ばれるようになった。
かつては広告代理店「C・Sプランニング」の企画営業部に所属。自らが立案したプロジェクトチームのリーダーに抜擢されるなどある程度の地位を築いていたが、第1話で退社し、成り行きでマダムのスタッフとして働くことになった。
第8話からは元婚約者の木戸達也が経営する会社で手伝いをしている。
さざなみ - 髙田万由子
マダムのスタッフの一人。ゼームス牧師の教会でオルガン弾きもしている。フランス語が堪能であり、度々通訳のバイトもしている。
浅倉慎之介 - 大浦龍宇一　
マダムのスタッフの一人。スタッフ達からは「しんちゃん」と呼ばれている。
戸籍上の家族はいないが、少年時代に養子に行った実の妹がいる。
元は不良で、子どもの頃からスリや傷害などの犯罪に手を染めていた。成長しても不当な取り立て屋などを行っていたが、現在は犯罪行為は行っていないよう。
妹の結婚が破談になりそうになった時に婚約者に土下座をして破談回避を懇願するなど、非常に妹想い。
ヨージン - 日野陽仁　
マダムのスタッフの一人。マダムからは「ヨーちゃん」と呼ばれている。昼はマダムのスタッフとして働く傍ら、夜は自身の経営する居酒屋で働いている。
いわゆるオネエ言葉で話し、自他共に認めるおかま。
雷蔵 - 杉崎真宏
マダムのスタッフの一人。本名は「ライデン」。アフリカの遊牧民トゥアレグ族の出身。マダムとはマリ共和国のモプティで生活していたが、帰国したマダムを追いかけて来日し、スタッフとして働き始めた。
マダムの養子であり、ほぼネイティブな日本語を話す。出身であるトゥアレグ族の言葉以外にもさざなみ同様、フランス語が話せる。
木戸達也 - 長谷川朝晴
デザイン会社社長。第1話で玲子と結婚する予定だったが、結婚式直前で破談。
以後、玲子との親交は続いており、第8話からは自らの会社の企画を手伝ってもらっている。
森田善之助 - 草刈正雄
マダムからは「ゼンくん」と呼ばれている。1952年生まれの50歳。プロテスタント教会の牧師。
マダム・マリのアトリエを探して訪ねてくる依頼者に対して自身の教会の懺悔室でその旨を聞く。懺悔室の前にある箱に連絡先を書いた紙を投入した依頼者にはマダムのスタッフがそれを回収したうえで招待状を出す。事実上、彼の懺悔室が秘められたマダム・マリのアトリエに辿り着く窓口となっている。
博打好きだが下手。ヤクザに借金をした挙句、第7話で下島という男に拉致されるまでに至ったが、マダムの計らいで事なきを得る。
ダイゴ
マダムやゼームス牧師と深い関係がある過去の人物。ゼームス牧師とは親友だった。
終始マダムは「ダイゴは死んだ」と話しており、現にゼームス牧師によって墓が建てられている。

### ゲスト出演者
- 門脇修司 - 袴田吉彦（第1・2話、友情出演）
- 藤ノ森洋子 - 市毛良枝（第2話）
- 藤ノ森真一 - 荻島真一（第2話）
- 藤ノ森さやか - 金子さやか（第2話）
- 松尾公平 - 宮内大（第2話）
- 大久保豊 - 斎藤陽一郎（第3話）
- 加藤裕子 - 佐藤康恵（第3話）
- 小高幸子 - 田中美里（第3・11話）
- 川口 - 塚本高史（第4・10・11話）
- 宮崎真琴 - 遠藤久美子（第4話）
- 宮崎良介 - 小野武彦（第4話）
- 平井周 - 木村一八（第5話）
- 平井哲子 - 加藤治子（第5話、特別出演）
- 吉満涼太（第5話）
- 久保まひる - あじゃ（第5話）
- 香川寿美子 - 大森暁美（第6話）
- 香川功 - 勝部演之（第6話）
- 浅倉京子 - 吹石一恵（第6・11話）
- 香川武彦 - 今井朋彦（第6話）
- 大山清秀 - 松方弘樹（第7話、特別出演）
- 関口ナオミ - 中澤裕子（第7話）
- 塚本サブロウ - 深沢邦之（第7話）
- 田中哲司（第7話）
- 笠原さゆり - 広田レオナ（第8話）
- ピエール・ヴァレリーPierre Vallery - ジリ・ヴァンソン（第8話・11話）
- 初島秀平 - 小松政夫（第8・9話）
- 初島愛子 - 風見章子（第9話）
- 上原ヒカル - 夏木マリ（第9・10話）
- 佐戸井けん太（第10話）
- 倉沢 - 近藤芳正（第10・11話）
- 秋山実希（第10・11話）

## 主題歌
- 「孤独なカウボーイ」矢井田瞳
  - 最終回を除く全話のオープニングで使用され、映像はドラマオリジナルのオープニングと矢井田の出演する同曲のミュージック・ビデオが交互に展開する形で使用された。
  - 劇中の挿入歌としてもストーリー展開を印象付ける場面で使われている。

## スタッフ
- 原作：「男たちのウェディング・ウェディング」横谷順子
- 脚本：野依美幸、李正姫、川上徹也
- 脚本アシスト：マダム・マリ（桃井かおり）
- 音楽：中村竜哉
- プロデューサー：
  - 藤井裕也（途中まで）、前西和成、堀口良則（読売テレビ）
  - 大森美孝、大沼睦美（日本テレビエンタープライズ）
- 演出：藤井裕也、新城毅彦、白川士、日名子雅彦
- 制作：読売テレビ

## サブタイトル
| 各話                                             | 放送日        | サブタイトル     | 視聴率 |
| ------------------------------------------------ | ------------- | ---------------- | ------ |
| 第1話                                            | 2003年4月14日 | 幸せを呼ぶドレス | 8.9%   |
| 第2話                                            | 2003年4月21日 | 嘘と悪魔と離婚届 | 6.5%   |
| 第3話                                            | 2003年4月28日 | 不幸を招くドレス | 7.4%   |
| 第4話                                            | 2003年5月5日  | 娘の秘密と金の嘘 | 6.3%   |
| 第5話                                            | 2003年5月12日 | 障害を越えた愛   | 7.0%   |
| 第6話                                            | 2003年5月19日 | 許されない過去   | 5.9%   |
| 第7話                                            | 2003年5月26日 | 極道と年下の花嫁 | 5.4%   |
| 第8話                                            | 2003年6月2日  | すれ違う愛の結末 | 5.7%   |
| 第9話                                            | 2003年6月9日  | マダムの秘密と死 | 6.8%   |
| 第10話                                           | 2003年6月16日 | ニセマダム登場   | 5.8%   |
| 最終話                                           | 2003年6月23日 | マダムが消えた日 | 6.8%   |
| 平均視聴率は6.6%（ビデオリサーチ調べ・関東地区） |               |                  |        |

- 初回は15分拡大して23:09までの放送。

## 関連商品
- 伝説のマダム Vol.1 - Vol.4(バップ) 2003年9月25日発売
- invitation~Densetsu no Madam~original sound track(EMIミュージック・ジャパン) 2003年6月4日発売

| 読売テレビ 月曜10時枠の連続ドラマ                           | 読売テレビ 月曜10時枠の連続ドラマ      | 読売テレビ 月曜10時枠の連続ドラマ                         |
| 前番組                                                      | 番組名                                 | 次番組                                                    |
| ----------------------------------------------------------- | -------------------------------------- | --------------------------------------------------------- |
| メッセージ 〜言葉が裏切っていく〜 （2003.1.13 - 2003.3.10） | 伝説のマダム （2003.4.14 - 2003.6.23） | 14ヶ月 〜妻が子どもに還っていく〜 （2003.7.7 - 2003.9.8） |